# Jaspers nationalpark
Jaspers nationalpark är en nationalpark och ett världsarvsområde i provinsen Alberta i Kanada. 
Parken inrättades 1907, då ett skogsreservat på 13 000 kvadratkilometer bildades. 1930 fick det skyddade området status som nationalpark och 1984 utsågs det till världsarv. Idag omfattar parken en yta på 10 878 kvadratkilometer.
Naturen i parken är bergig, med skogar, dalar, glaciärer, floder och vattenfall. Flera bergstoppar i parken når en höjd på över 3 000 meter över havet och högst är Mount Columbia, med en höjd på 3 782 meter. Den lägst belägna punkten i parken är 985 meter över havet och återfinns i parkens östra del.
Parken har också en rik flora och fauna, med bland annat 53 olika däggdjursarter. Bland dessa förekommer exempelvis tjockhornsfår, snöget, vitsvanshjort, svartsvanshjort, älg, varg, puma, svartbjörn och grizzlybjörn.
Historiskt intressanta sevärdheter i parken som årligen lockar många besökare är Athabasca Pass och Yellowhead Pass, gamla handelsleder för den tidigare pälshandeln i området och lämningarna av pälshandelsstationen Jasper House från 1829, uppkallad efter Jasper Hawes som från 1817 företrädde handelsstationen för North West Company.